# Coptodera tetrastigma
Coptodera tetrastigma es una especie de escarabajo del género Coptodera, familia Carabidae. Fue descrita científicamente por Chaudoir en 1870.
Habita en Malasia, Indonesia y Filipinas.